# ブレーキ・バイ・ワイヤ
ブレーキ・バイ・ワイヤ(Brake by wire)とは、ブレーキペダルとアクチュエータがコンピュータを介して電線（ワイヤ）によって接続され、アクチュエータが摩擦ブレーキを作動させるシステムである。
従来のブレーキのように、ブレーキペダルと摩擦ブレーキとが鋼索（ケーブル）や油圧などの機械的な手段で繋がっていないため、運転者の操作力はダイレクトに摩擦ブレーキに伝わることはない。ただし、市販車に装着されているブレーキバイワイヤは、電線のみで繋がった完全なバイワイヤ方式ではなく、故障時の対策として通常の油圧ブレーキ配管が併設され、万一の場合には通常の油圧ブレーキが作動するフォールトトレラント設計になっている。
もともとは航空分野において、機体の大型化や高機動化に伴って人力操作では対応が困難になったことがきっかけで開発されたコンピュータによる操縦支援システム（フライ・バイ・ワイヤ）の概念を、自動車のブレーキ技術に応用したものである。
運転者の操作とは無関係にコンピュータ独自の判断でブレーキに補正をかけることができるため、回生ブレーキにおける摩擦ブレーキとの協調制御、トラクションコントロールやスタビリティコントロールとの併用、またオートバイでは前後連動ブレーキなど、安全面での性能向上が期待されている。
市販車への採用は、2001年6月にトヨタ自動車が初代エスティマ・ハイブリッドに標準搭載された「ECB」が世界初である。このシステムは、上記の「油圧式ブレーキに比べて制御しやすい」という利点を生かし、本来は個別に動作していた横滑り防止装置（ESC、トヨタでの呼称は VSC + TRC）、EBD付きABS、ブレーキアシストの機能を統合制御して車両の安定性を高めるシステムとして、また回生ブレーキによるエネルギー回収効率をより高めるために搭載している。
輸入車においては、メルセデス・ベンツも同年10月からボッシュ製のブレーキバイワイヤであるSBC（Sensotronic Brake Control）をSLクラス（R230型）に装備した。次いで2002年発売のEクラス（W211型）にも採用されたが、不具合が多く発生したため、Eクラスのみ廃止され、後期型から油圧式のブレーキとなった（メルセデス・ベンツ・W211も参照）。
その後、四輪車では、二代目トヨタ・プリウスの回生ブレーキ、二輪車ではホンダ・CBR1000RR等にも採用されている。